# اسپارتاکوس (مجموعه تلویزیونی)
اسپارتاکوس (انگلیسی: Spartacus) سریال آمریکایی تولید شده در نیوزیلند که پخش آن از ۲۲ ژانویه ۲۰۱۰ از شبکه استارز آغاز و در ۱۲ آوریل ۲۰۱۳ پایان یافت....
نقش اصلی سریال را اندی ویتفیلد بازی میکرد که به علت بیماری سرطان درگذشت..

## داستان
داستان این مجموعه در ۷۳ سال پیش از میلاد مسیح است.
بازیگر نقش اصلی آن اندی ویتفیلد(فصل اول) و لیام مکینتایر (فصل دوم و سوم) هستند.
جنگجویی که نامش کوتا است به دلیل انجام شورش و فرار از جنگ دستگیر و به اعدام در آرنا محکوم می‌شود. و همسر او نیز به بردگی گرفته شده است. جنگجو بعد از شکست چندین گلادیاتور دیگر در آرنا، توسط مردی ثروتمند به نام «باتیاتوس» خریداری می‌شود و او را به نام اسپارتاکوس صدا می‌زند. باتیاتوس با او قرار می گذارد که اگر بتواند به عنوان گلادیاتور در میدان برایش افتخار آفرین باشد، همسرش را پیدا کرده و نزد او بیاورد و ...

## سری
- اسپارتاکوس: خون و شن
- اسپارتاکوس: خدایان میدان نبرد (خدایان آرنا)
- اسپارتاکوس: انتقام
- اسپارتاکوس: جنگ نفرین‌شده

## جوایز
| سال  | نتیجه    | جایزه                         | رده                                                          | دریافت کنندگان                       |
| ---- | -------- | ----------------------------- | ------------------------------------------------------------ | ------------------------------------ |
| ۲۰۱۰ | نامزدشده | انترتینمنت ویکلی              | بهترین سریال درام                                            | اسپارتاکوس: خون و شن                 |
| ۲۰۱۰ | نامزدشده | جشنواره تلویزیونی مونته کارلو | بازیگر نقش اول مرد - سریال درام                              | اندی ویتفیلد                         |
| ۲۰۱۰ | نامزدشده | جشنواره تلویزیونی مونته کارلو | بازیگر نقش اول مرد - سریال درام                              | جان هانا                             |
| ۲۰۱۰ | نامزدشده | جشنواره تلویزیونی مونته کارلو | بازیگر نقش مکمل زن - سریال درام                              | لوسی لاولس                           |
| ۲۰۱۱ | نامزدشده | جایزه امی                     | هماهنگی و خلاقیت برجسته                                      | آلن پاپلتون (برای قسمت: "پایان تلخ") |
| ۲۰۱۱ | برنده    | جایزه ساترن                   | بهترین بازیگر نقش مکمل زن در تلویزیون                        | لوسی لاولس                           |
| ۲۰۱۱ | نامزدشده | جایزه ساترن                   | بهترین همزمان سریال تلویزیون کابلی                           | اسپارتاکوس: خون و شن                 |
| ۲۰۱۱ | نامزدشده | جایزه ساترن                   | بهترین اثر در تلویزیون                                       | اسپارتاکوس: خدایان میدان نبرد        |
| ۲۰۱۲ | برنده    | جایزه ساترن                   | بهترین سریال دی وی دی / بلو ری تلویزیون                      | اسپارتاکوس: خدایان میدان نبرد        |
| ۲۰۱۲ | نامزدشده | جایزه انجمن بازیگران فیلم     | عملکرد فوق العاده توسط گروه شیرین کاری در یک سریال تلویزیونی | اریکا تاکاکس، آلن پاپلتون            |
| ۲۰۱۲ | نامزدشده | جایزه انجمن بازیگران فیلم     | عملکرد فوق العاده توسط گروه شیرین کاری در یک سریال تلویزیونی | جیکوب توموری، تیم ونگ                |
| ۲۰۱۳ | نامزدشده | جایزه ساترن                   | بهترین بازیگر نقش مکمل مرد در تلویزیون                       | تاد لاسنس                            |
| ۲۰۱۳ | نامزدشده | جایزه ساترن                   | بهترین سریال دی وی دی / بلو ری تلویزیون                      | اسپارتاکوس: انتقام - فصل دوم کامل    |
| ۲۰۱۳ | نامزدشده | جایزه ساترن                   | بهترین اثر تلویزیونی                                         | اسپارتاکوس: جنگ نفرین‌شده             |
| ۲۰۱۳ | نامزدشده | جایزه برگزیده مردم            | سریال محبوب تلویزیون کابلی                                   | اسپارتاکوس: جنگ نفرین‌شده             |
| ۲۰۱۳ | برنده    | فهرست سریال برگزیده سال       | بهترین اکشن-درام                                             | اسپارتاکوس: خون و شن                 |

## صداپیشگی
| بازیگران | شخصیت | گویندگان دوبله اول (استودیو ) | گویندگان دوبله دوم (استودیو ) |
| -------- | ----- | ----------------------------- | ----------------------------- |
|          |       |                               |                               |
|          |       |                               |                               |
|          |       |                               |                               |
|          |       |                               |                               |
|          |       |                               |                               |
|          |       |                               |                               |
|          |       |                               |                               |
|          |       |                               |                               |
|          |       |                               |                               |
|          |       |                               |                               |
|          |       |                               |                               |
|          |       |                               |                               |
|          |       |                               |                               |